# Аеродромио (дем Кожани)
Аеродромио (на гръцки: Αεροδρόμιο) е селище в Република Гърция, част от дем Кожани (Козани) в област Западна Македония.

## География
Селището, чието име в превод означава Летище, е разположено около кожанското летище „Филипос“.

## История
За пръв път е регистрирано в преброяването от 1981 година.
| Година    | 1913 | 1920 | 1928 | 1940 | 1951 | 1961 | 1971 | 1981 | 1991 | 2001 | 2011 | 2021 |
| --------- | ---- | ---- | ---- | ---- | ---- | ---- | ---- | ---- | ---- | ---- | ---- | ---- |
| Население |      |      |      |      |      |      | 16   | 30   | 17   | 6    | 10   | 10   |